# 4-я альпийская дивизия (Италия)
4-я альпийская дивизия «Кунеэнзе» (итал. 4ª Divisione alpina "Cuneense") — итальянская дивизия элитных альпийских горнострелковых частей, участвовавшая во Второй мировой войне. Существовала с 1935 по 1943 годы, базировалась в городе Кунео, в честь чего получила своё название.

## История

### Образование
Образована в 1935 году после реформы Верховного Альпийского командования. В 1937 году перебазировалась в Кунео, где в её состав вошли 1-й и 2-й альпийские полки, а также 4-й альпийский артиллерийский полк и рота (позднее — батальон) тяжёлого оружия.

### Французская кампания
12 июня 1940 4-я альпийская вступила в битву в Западных Альпах, когда французы совершили серию авианалётов на их позиции и сбросили бомбы 14 июня на Геную и Савону. 24 июня 1940, однако, Франция капитулировала.

### Высадка в Албании
Бои в Албании были частью итало-греческой войны. С 21 декабря по 24 декабря 1940 дивизия защищала горную цепь Факья-Гурит (особенно горячие бои шли за высоты 1620 и 1655). В боях дивизия потеряла 26 человек, в том числе и сержанта Аннибале Пальярин, который был награждён посмертно золотой медалью «За храбрость».

### Война в СССР
14 июля 1942 итальянский экспедиционный корпус начал своё участие в войне против Советского Союза, оказавшись между Изюмом и Успенским. 19 августа дивизия «Кунеэнзе» отправилась в Старобельск.
8 сентября 1942 дивизия была переподчинена группе войск, базировавшейся между Новой Калитвой и Павловском, куда прибыла в ночь с 19 на 20 сентября. 11 декабря состоялась первая стычка с советскими частями, а 17 декабря советские части контратаковали и прорвали линию обороны между Новой Калитвой и Богучаром.
17 января 1943 дивизия, потеряв контроль над Доном, обратилась в паническое бегство после того, как советские войска продвинулись на 200 км вперёд. Порядка 2 тысяч человек из батальона «Дронеро» и группы «Пинероло» достигли Александровки к 21 января. 22 января остатки добрались до Новохарьковки, а уже 25 января отдельным строем (очень немногие присоединились к беженцам из дивизии «Тридентина») направилась в сторону Дегтярного и Сухово.
28 января 1943 близ города Валуйки остатки дивизии «Кунеэнзе» попались в окружение казачьих частей и почти полностью были истреблены: тем самым дивизия прекратила своё существование. Из окружения вырвались около полутора тысяч человек, которые вернулись в Италию (лидером группы выживших был адъютант Марко Каррино). Итальянцам, однако, пришлось сжечь дивизионное знамя, чтобы не допустить окончательного позора. В плен же попали командир дивизии Эмилио Батисти и полковники Манфреди и Скримин.
К 11 февраля 1943 из 17460 человек при 4-й альпийской дивизии в живых осталось только 1607 человек. 8 сентября 1943 с капитуляцией Италии прекратила существование де-юре и сама дивизия.

## Структура
В дивизии насчитывалось 17460 человек: 573 старших офицера и 16687 рядовых солдат и младших офицеров. В дивизии также насчитывалось 176 лошадей, 4698 мулов и 584 транспортных средства.
- 1-й альпийский полк (база — Мондови)
  -  Батальон «Чева»
  -  Батальон «Пьеве ди Теко»
  -  Батальон «Мондови»
- 2-й альпийский полк (базирование — Кунео)
  -  Батальон «Борго Сан Дальмаццо»
  -  Батальон «Дронеро»
  -  Батальон «Салуццо»
- 3-й альпийский артиллерийский полк (базирование — Кунео)
  - Артиллерийская группа «Пинероло»
  - Артиллерийская группа «Мондови»
  - Артиллерийская группа «Валь По»
- 4-й инженерный батальон (базирование — Певераньо)
- 2-й батальон логистики (базирование — Буска)
- 201-й автотранспортный батальон (базирование — Кунео)
- Карабинеры (базирование — Кунео)
  - 413-я рота карабинеров
  - 414-я рота карабинеров
- 701-я рота (позднее 701-й батальон) тяжёлого оружия (базирование — Борго-Сан-Далмаццо)
- Полевые лазареты (базирование — Спинетта)
  - 613-й полевой лазарет
  - 615-й полевой лазарет
  - 616-й полевой лазарет
  - 617-й полевой лазарет

## Отличившиеся военнослужащие
Список награждённых золотой медалью «За воинскую доблесть»:
- Ферручио Пиццигони
- Джузеппе Сальварецца
- Пьетро Августо Дакомо
- Стефано Оберто